# Бродяги духовного чина
Бродяги духовного чина (Характерное явление церковной жизни XVIII века) — исторический очерк Николая Семёновича Лескова, написанный по предсмертной просьбе Ивана Даниловича Павловского на основе собранного им архива.
Впервые напечатан в «Новости и Биржевая газета», 1882, от 11, 20, 26 мая.
Очерк охватывает период с 1743 по 1780 год и состоит в основном из цитат из указов о розыске беглых попов и монахов с указанием их примет и времени их побега.
Язык цитат представляет особый интерес, например:
на оба глаза слеп, ногами хром и одною рукою совсем недействителен, однако пьянствовать и бродить весьма в ночное время по околичным селам охоч.
В заключении Лесков связывает исчезновение таких побегов с проявлением терпимости правительства к староверческой иерархии.